# Fiat 508
O Fiat 508 Balilla foi um automóvel projetado e produzido pela Fiat de 1932 a 1937. Foi, efetivamente, o substituto do Fiat 509, embora a produção do modelo anterior tivesse cessado em 1929. Possuía uma transmissão manual de três velocidades (aumentada para quatro em 1934), quatro lugares e uma velocidade máxima de cerca de 80 km/h. Era vendido por 10.800 liras. Cerca de 113.000 unidades foram produzidas.
O carro também foi montado pela Walter na Tchecoslováquia, na fábrica de veículos de passeio Państwowe Zakłady Inżynierii na Polônia, pela NSU-Fiat na Alemanha e pela SAFAF (renomeada em 1934 como "Simca-Fiat") na França.